# 上越教育大学附属小学校
上越教育大学附属小学校（じょうえつきょういくだいがくふぞくしょうがっこう、Elementary School Joetsu University of Education）は、新潟県上越市西城町にある国立大学法人上越教育大学の附属学校。

## 概要
歴史
1902年（明治35年）に開校した「新潟県高田師範学校附属小学校」を前身とする。数回の改称を経て、2004年（平成16年）の国立大学法人化に伴い、現校名となった。2012年（平成24年）に創立110周年を迎える。
校訓
「勤勉・進取・共同」 - 1906年（明治39年）に制定。
教育目標
「生き生きとしたこども」
役割
- 義務教育の学校として

教育基本法、学校教育法、その他の教育関係諸法規に基づき、生徒の心身の発達に応じた初等普通教育を行う。
- 教育実習校として - 上越教育大学学校教育学部学生の教育実習の場として学生の指導に当たる。
- 研究校として

上越教育大学及び附属中学校と一体になって教育理論及び実践に関する研究を行う。さらに小学校独自の立場から研究・実践し、地域の教育現場に寄与できる資料を提供する。
校章
雪の結晶をモチーフに、「小」の文字を置いている。
校歌
1932年（昭和7年）に制定。作詞は相馬御風、作曲は信時潔による。4番まであり、学校名は歌詞に登場しないが、校訓の「勤勉」・「進取」や、上越に関係のある人物「上杉謙信」や「妙高山や「春日山」、「高田の森」、「日本海」といった自然を表す語が登場する。
学級数・定員
各学年70名定員、2クラス。計420名、12クラス（2022年4月現在）

## 沿革
- 1902年（明治35年）4月10日 - 「新潟県高田師範学校附属小学校」が開校。授業を開始。
- 1906年（明治39年）4月 - 二部授業実践研究のため、春日村国府尋常高等小学校（現・上越市立国府小学校）を代用附属校とする。
- 1911年（明治44年）4月 - 春日村国府尋常高等小学校の附属代用を解消。
- 1915年（大正4年）2月20日 - 校訓を制定。
- 1921年（大正10年）4月 - 保護者会が設立。
- 1932年（昭和7年）10月16日 - 校歌を制定。
- 1940年（昭和15年）5月1日 - 校旗を制定。
- 1941年（昭和16年）4月1日 - 国民学校令により、「新潟県高田師範学校附属国民学校」に改称。
- 1943年（昭和18年）4月1日 - 師範学校の官立（国立）移管・改称に伴い、「新潟第二師範学校附属国民学校」に改称。
- 1947年（昭和22年）4月1日 - 学制改革により、「新潟第二師範学校附属小学校」となる。
- 1948年（昭和23年）4月 - 保護者会を廃止し、PTAが結成される。

新潟大学時代
- 1949年（昭和24年）5月31日 - この日発足した新制大学新潟大学に新潟第二師範学校が包括された[注 3]ことから、「新潟大学第二師範学校附属小学校」に改称。
- 1951年（昭和26年）4月1日 - 第二師範学校の廃止に伴い、「新潟大学教育学部附属高田小学校」[注 4]に改称。
- 1958年（昭和33年）3月31日 - 鉄筋コンクリート造の新校舎が完成。
- 1962年（昭和37年）10月14日 - 記念講堂が完成。
- 1973年（昭和48年）10月10日 - 新体育館が完成。
- 1981年（昭和56年）3月31日 - 新潟大学教育学部高田分校の廃止に伴い、新潟大学教育学部附属高田小学校も廃止される（閉校式を挙行）。

上越教育大学時代
- 1981年（昭和56年）
  - 4月1日 - 新潟大学より附属高田小学校が上越教育大学に移管され、「上越教育大学学校教育学部附属小学校」となる。
  - 6月6日 - 開校記念式典を挙行。
- 1982年（昭和57年）3月30日 - グラウンドを改修。プールを前庭[注 5]から、グラウンド西側に新設移転。
- 1984年（昭和59年）12月3日 - 記念講堂を解体。
- 1985年（昭和60年）3月28日 - 校舎を増築し、多目的教室・放送室・図書室などが完成。
- 1995年（平成7年）3月31日 - コンピュータ室を設置。
- 1996年（平成8年）11月11日 - 新校舎が完成。
- 2004年（平成16年）4月 - 国立大学法人化に伴い、「上越教育大学附属小学校」と改称。（校名から「学校教育学部」が除かれる）
- 2008年（平成20年）8月25日 -  オーストラリア ウェストミンスター校に附属小児童が初訪問。
- 2010年（平成22年）10月4日 - オーストラリア ウェストミンスター校児童が附属小に来校し、授業交流を実施。

## 学校行事
1学期
- 4月 - 始業式、入学式
- 5月 - 運動会
- 5月 - 教育実習
- 7月 - ポプラ七夕合唱祭
- 7月 - 終業式
- 8月 - 夏休み

2学期
- 9月 - 始業式、教育実習
- 10月 - 研究協議会
- 11月 - 休日参観、学校説明会
- 12月 - 終業式

3学期
- 1月 - 始業式
- 2月 - スキー授業
- 3月 - 卒業式、修了式

## 著名な卒業生
- 三浦展 - 評論家。株式会社カルチャースタディーズ研究所代表取締役。
- 坂詰姫野 - テニス選手。

## 交通アクセス
最寄りの鉄道駅
- えちごトキめき鉄道 「高田駅」より徒歩10～15分

最寄りのバス停
- 頸城自動車 「西城町十字路」バス停[1]

最寄りの道路
- 新潟県道38号高田停車場線、新潟県道579号上越脇野田新井線、「高田駅入口」交差点

## 周辺
- 上越教育大学附属中学校
- 新潟県立高田北城高等学校
- 新潟県立上越総合技術高等学校
- 上越市立歴史博物館